# Condé Nast Germany

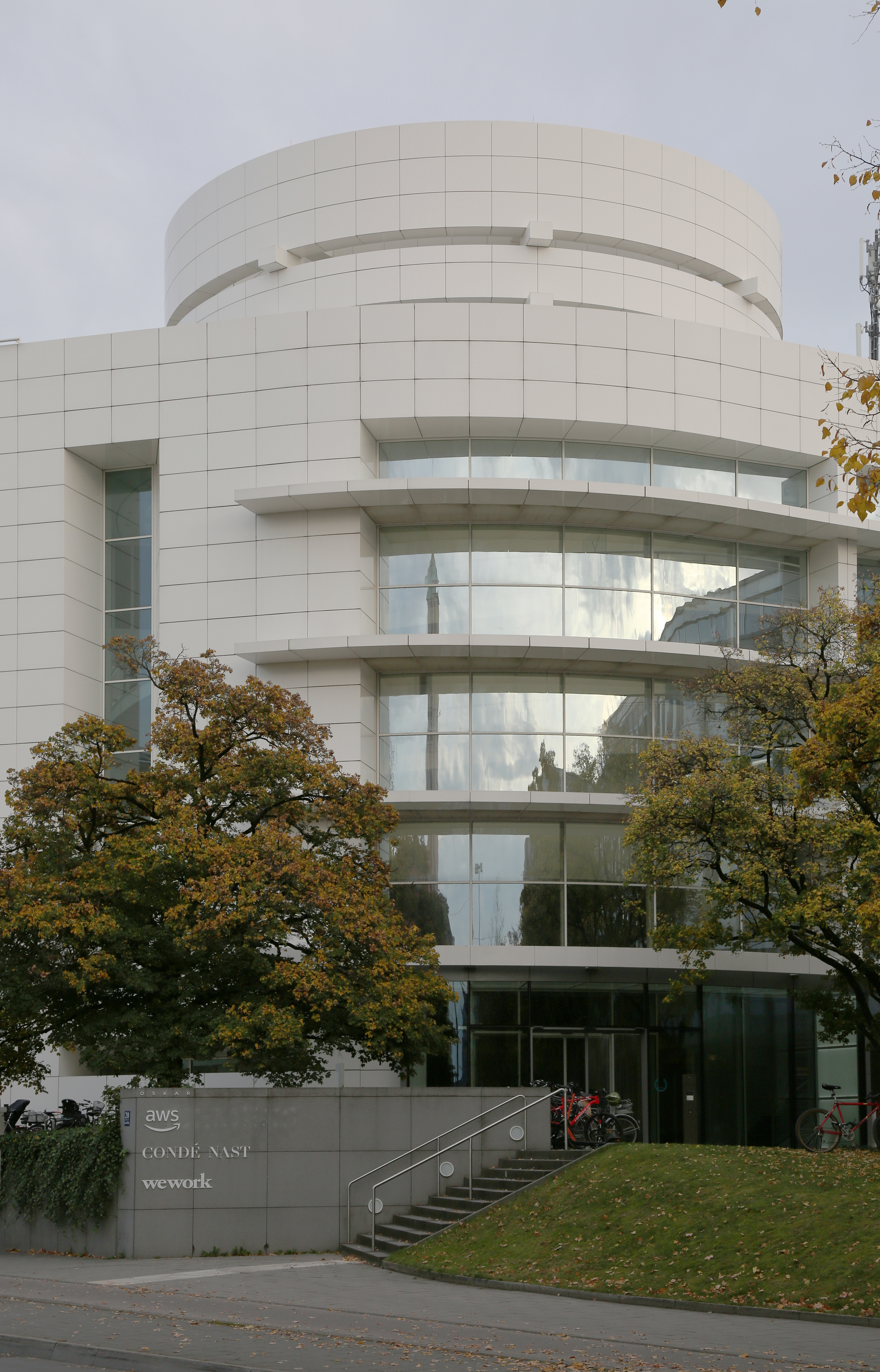
Seit 2018 befindet sich der Unternehmenssitz am Münchner Altstadtring.

Die Condé Nast Germany GmbH ist ein deutsches Medienunternehmen mit Sitz in München und eine Tochtergesellschaft von Advance Publications. Benannt wurde es nach seinem US-amerikanischen Gründer Condé Montrose Nast.
Bis 2018 befand sich der Unternehmenssitz in der Nähe des Königsplatzes in München. Im Mai desselben Jahres zog das Unternehmen an den Oskar-von-Miller-Ring 20.

## Condé Nast in Deutschland
Die deutsche Tochtergesellschaft der „Condé Nast International“, welche bereits in den 1920er- und 1930er-Jahren als Vogue GmbH in Berlin existierte, wurde 1978 mit Sitz in München neu gegründet. Sie gibt die deutschen Ausgaben von Vogue, GQ, Architectural Digest und Glamour heraus. Von 2007 bis 2009 erschien eine deutsche Ausgabe von Vanity Fair und von 2011 bis 2018 eine deutsche Ausgabe von Wired. Die seit 2005 ausschließlich in Deutschland erscheinende Zeitschrift myself wurde 2017 an die Funke Mediengruppe verkauft.

## Medienmarken
Condé Nast Germany führt aktuell vier Medienmarken in seinem Portfolio. 

### Vogue
1892 wurde das Magazin Vogue in den Vereinigten Staaten gegründet und zählt weltweit zu den führenden Modemagazinen. Seit 1979 erscheint es in Deutschland.

### GQ
Das Männermagazin GQ erscheint seit 1997 in Deutschland. 

### Architectural Digest
Die Architectural Digest, kurz AD, ist eine Zeitschrift für Innenarchitektur und Design, die seit 1997 in Deutschland erscheint.

### Glamour
Die Frauenzeitschrift Glamour erscheint seit 2001 in Deutschland.

## Unternehmensfelder

### Condé Nast Manufaktur
Die Condé Nast Manufaktur ist eine auf Kundenmedien und Content-Marketing spezialisierte Agentur. Zu den bisherigen Kunden zählen u. a. Mercedes-Benz, Douglas, Zalando und Michael Kors.

### Studio Condé Nast
Das Studio Condé Nast ist ein hauseigenes Fotostudio. Es produziert hauptsächlich für die Medienmarken des Unternehmens sowie für die Content-Marketing-Projekte der Condé Nast Manufaktur.

### Condé Nast Investments
Condé Nast Investments ist der Unternehmenszweig für Mergers & Acquisitions von Conde Nast International und beteiligt sich an verschiedenen Start-up-Unternehmen, insbesondere im E-Commerce-Bereich. Zu den aktuellen Beteiligungen zählen die Online-Shops Farfetch sowie Vestiaire Collective.